# 內灘町
內灘町（日语：／ Uchinada machi */?）為位於日本石川縣中部沿海的行政區劃，西側臨日本海，東側為潟湖河北潟，轄區主要位於形成潟湖的內灘砂丘中，以前對河北潟北部進行围垦所取得的圩田地。
由於土地不適合農耕，沙丘地成為主要的市鎮區域，或零星種植蔬菜，而自河北潟围垦取得的新生地則是以乳業為主，本地所生產的牛乳佔全石川縣的一半。

## 人口
由於鄰近金澤市市區，長期以來一直以金澤市的通勤城鎮發展，人口也因而持續成長，即使在2005年日本開始出現人口負成長的情況後，町內人口數仍能維持持平；在2010年日本的國勢調查中，町內有高達52.4%的人口是前往金澤市通勤。
| 內灘町人口分布圖 |                                               |  |
| 內灘町與日本全國年齡別人口分布比較圖 （2005年資料） | 內灘町的年齡、男女別人口分布圖 （2005年資料） |  |
| ■紫色是內灘町 ■綠色是全国 | ■藍色是男性 ■紅色是女性                       |  |
| 內灘町人口變化 \| 1970年 \| 10,890人 \| \| \| 1975年 \| 16,870人 \| \| \| 1980年 \| 20,814人 \| \| \| 1985年 \| 23,032人 \| \| \| 1990年 \| 24,688人 \| \| \| 1995年 \| 26,367人 \| \| \| 2000年 \| 26,560人 \| \| \| 2005年 \| 26,896人 \| \| \| 2010年 \| 26,927人 \| \| \| 2015年 \| 26,987人 \| \| \| 2020年 \| 26,574人 \| \| |                                               |  |
| 資料來源：日本總務省統計中心提供之人口普查數據 |                                               |  |
| 1970年 | 10,890人                                      |  |
| 1975年 | 16,870人                                      |  |
| 1980年 | 20,814人                                      |  |
| 1985年 | 23,032人                                      |  |
| 1990年 | 24,688人                                      |  |
| 1995年 | 26,367人                                      |  |
| 2000年 | 26,560人                                      |  |
| 2005年 | 26,896人                                      |  |
| 2010年 | 26,927人                                      |  |
| 2015年 | 26,987人                                      |  |
| 2020年 | 26,574人                                      |  |

## 歷史
過去在令制國時代最初越前國加賀郡，直到9世紀後才被劃入新設立的加賀國，並在加賀郡的分割後屬於河北郡。17世紀江戶時代後成為加賀藩前田氏的領地，1871年實施廢藩置縣後改隸屬金澤縣，金澤縣又在隔年更名為石川縣。
1889年日本實施町村制時，設立了內灘村，隨著人口的成長，內灘村在1962年升格改制為內灘町。
自17世紀開始，加賀藩即開始嘗試對河北潟進行填湖以取得土地，19世紀中一度由金澤的商人錢屋五兵衛開始進行大規模填湖，但由於當時填湖使用了石灰造成周邊漁獲的重大損失而中止；1960年代後，在農林水產省的主導下再次開始了大規模的圍墾工程，至1985年工程結束時，整個河北潟的北側三分之一區域都成為了新生地，其中靠西南側的區域也成為內灘町的轄區。

## 交通

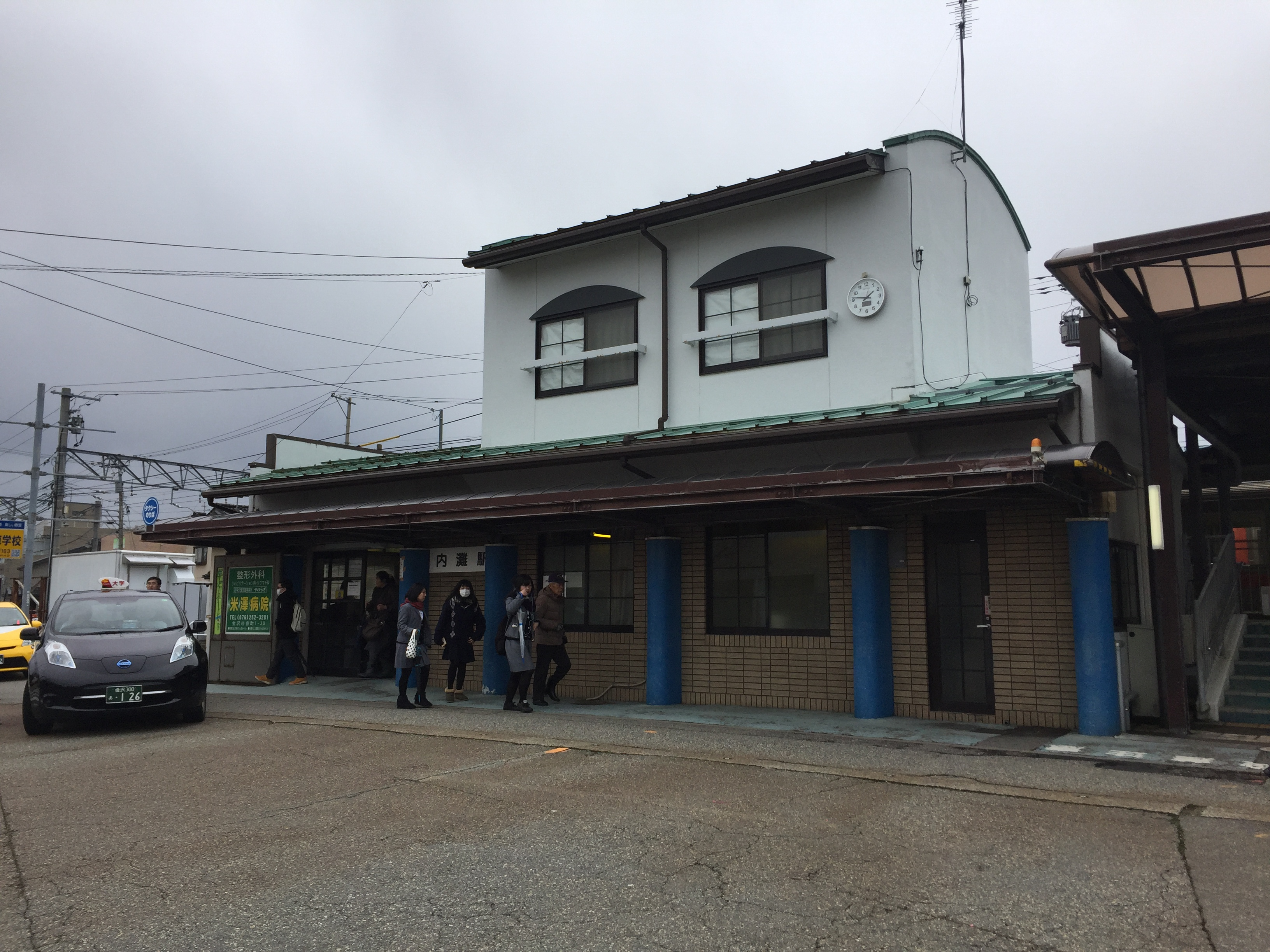
內灘車站

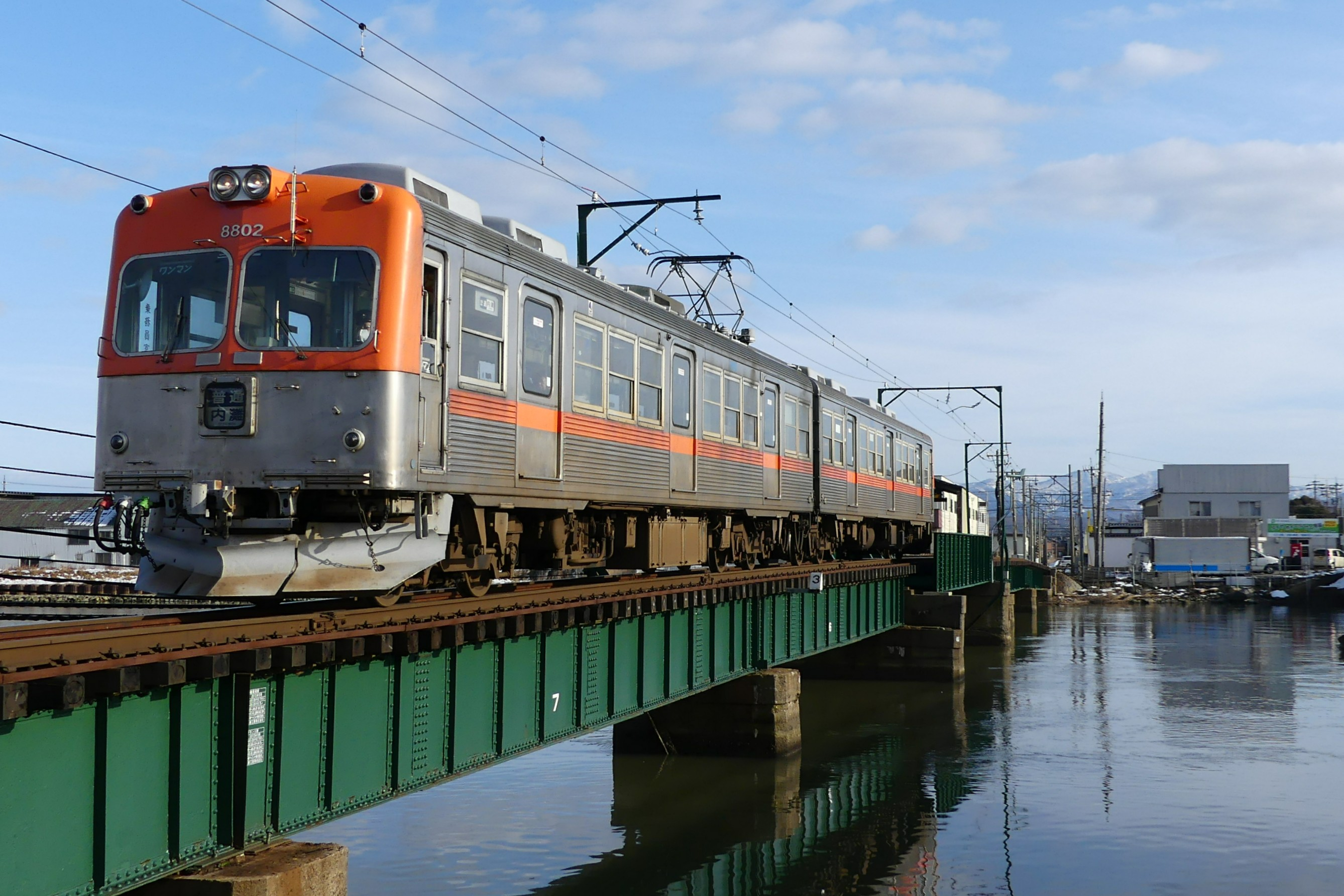
行駛於內灘川線上的列車

在內灘町南側市區中有北陸鐵道淺野川線的內灘車站，每小時有二至三班列車駛向金澤市市區，約可在20分鐘內抵達金澤車站；在內灘車站可再透過同屬北陸鐵道的市區客運轉往町內各地。

### 鐵路
- 北陸鐵道
  - 淺野川線：（金澤市） - 粟崎車站 - 內灘車站

## 觀光資源

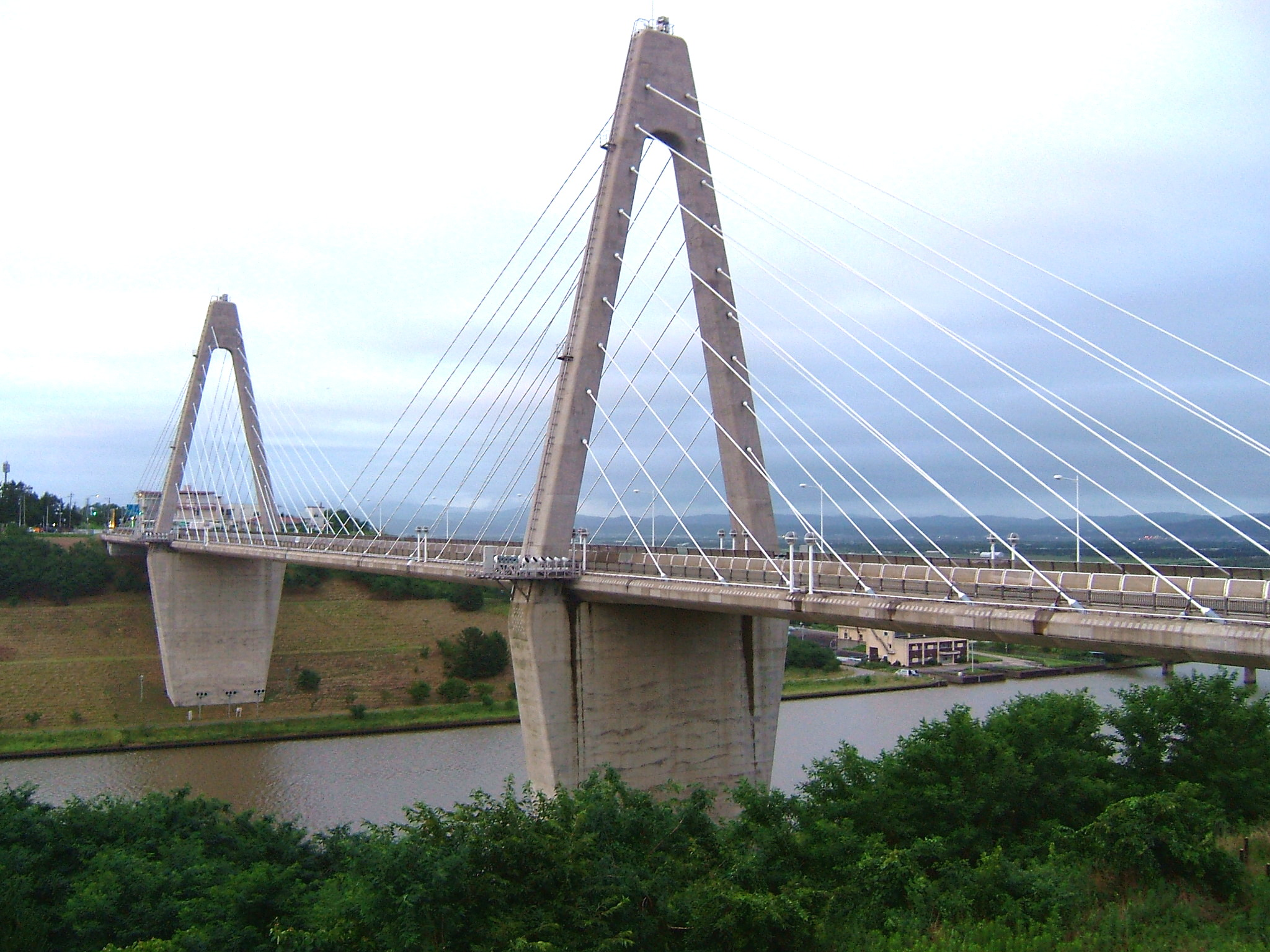
內灘大橋

由於內灘町本身就位於內灘砂丘的範圍內，因此在町內西側的沿海區域為整片的沙灘，自北到南分別有西荒屋海水浴場、權現森海水浴場、內灘海水浴場；每年五月會利用這片海岸舉行「世界的風箏的祭典」，也成為町內每年規模最大的活動。
在內灘町中部的內灘大橋為建於2001年的斜張橋，由於河道方向正好為東西向，可向西眺望日本海上的日落，又被稱為「內灘夕陽橋」，2009年也被列為戀人的聖地，在其北側的內灘町綜合公園也配合此主題搭建了可以眺望四周景色的景觀台「幸福之鐘」。
過去在1925年至1941年期間，在轄區最南側與金澤市粟崎町交界處曾有一間占地達六萬坪的粟崎遊園，園區內設有旅館、動物園、大型表演劇場、棒球場、滑雪場，現在的北陸鐵道淺野川線就是當時配合此遊樂園而規畫興建，園方甚至參考宝冢歌舞剧团設立了自己的歌舞劇團，劇團被譽為「北陸的寶塚」，後來更發展為「粟崎遊園歌劇學校」自行培育表演人才；不過在1941年二次大戰期間，園區被軍方徵收做為軍需品生產工廠而停止營運，1945年戰爭結束後也未能恢復經營，該區域也被改為住宅區，目前已完全沒有留下任何設施。

## 教育
以「金澤」為名的金澤醫科大學為1972年設立的私立大學，自成立之時就設於內灘町內，也因此現在在內灘町有其附設的金澤醫科大學醫院。

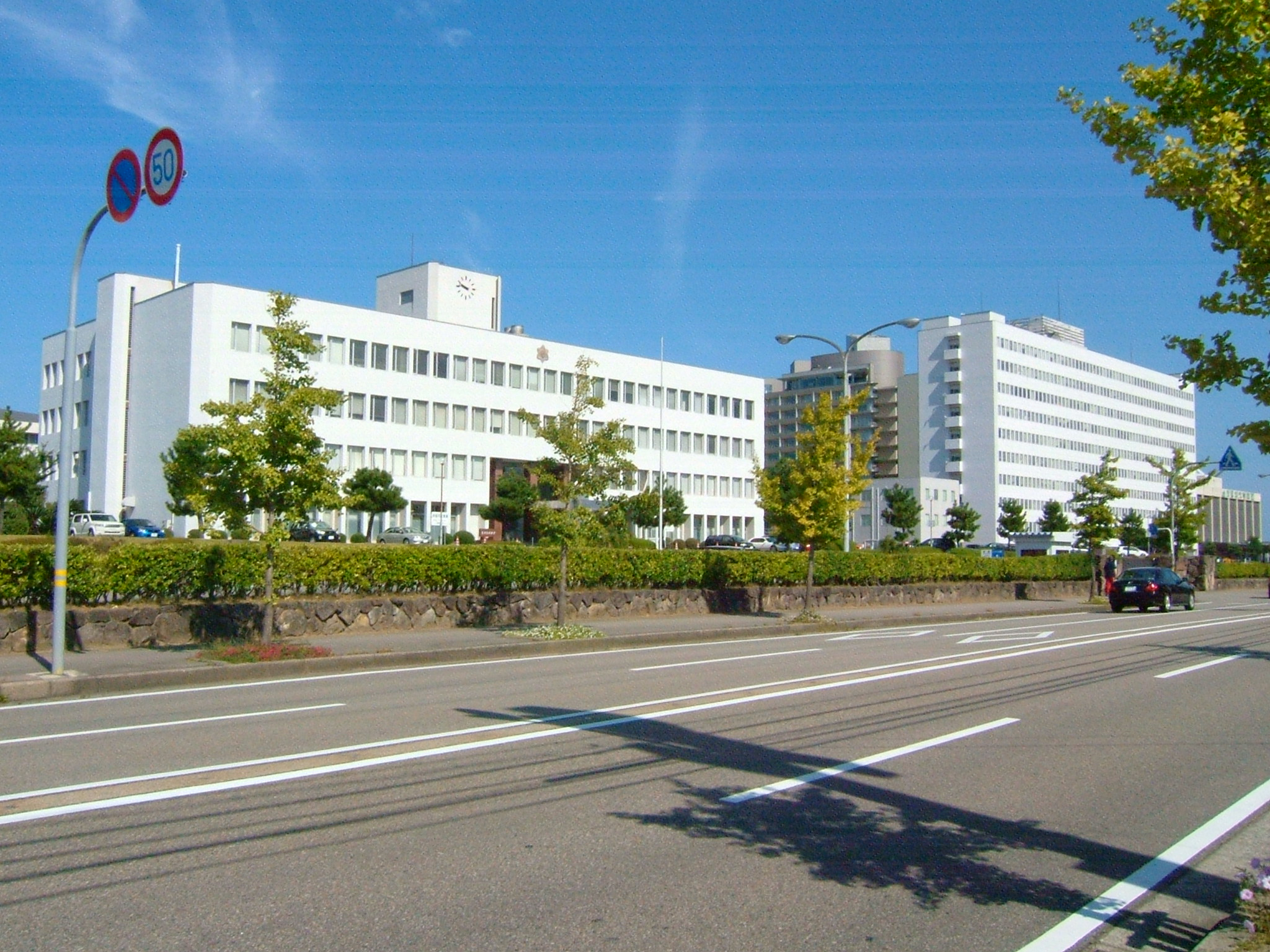
金澤醫科大學校舍
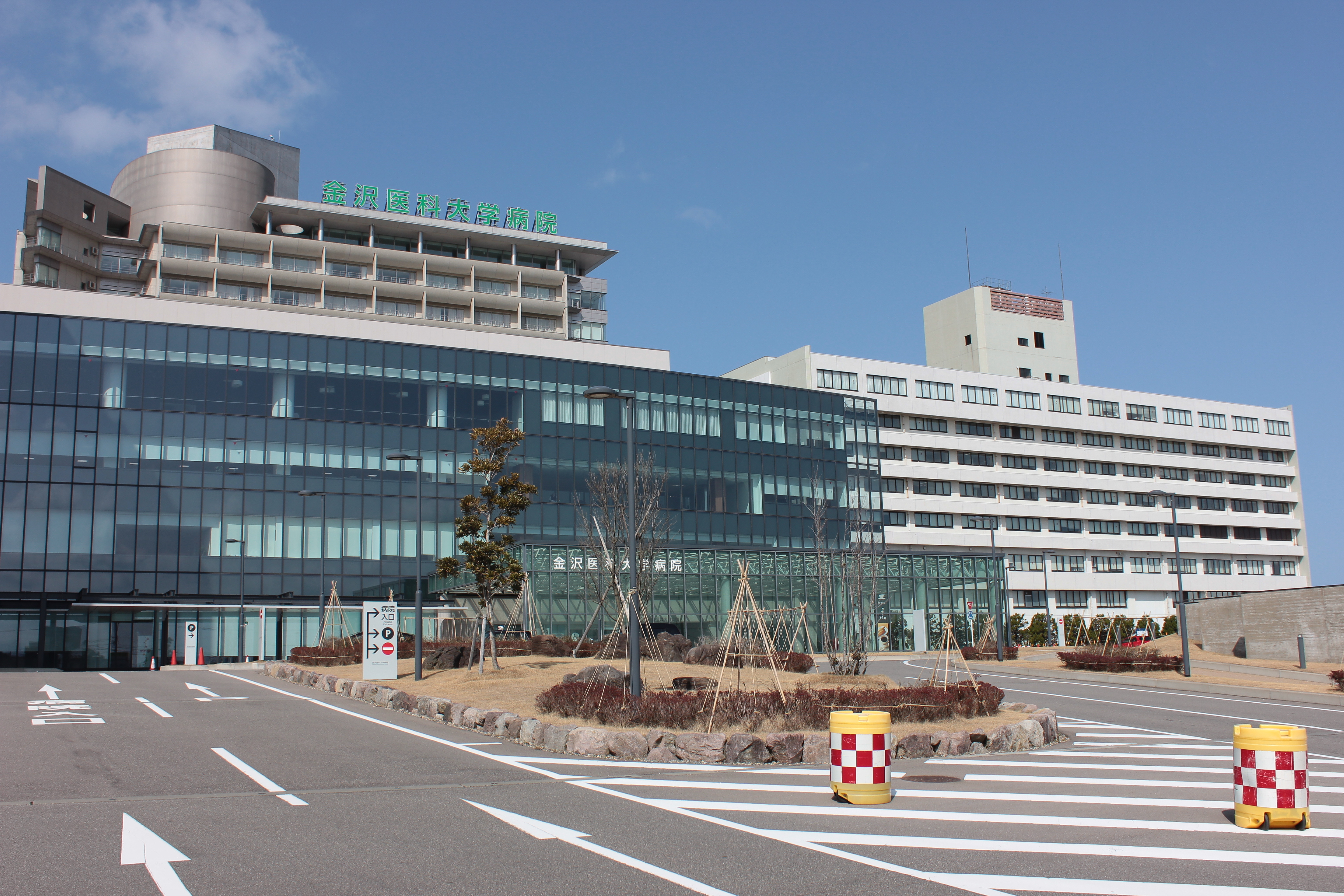
金澤醫科大學醫院

## 姊妹、友好城市

### 日本
- 羽幌町（北海道）[20]
- 猿拂村（北海道）
兩地在1892年因漁業開始交流，2015年兩地季節為友好都市。[21]

### 海外
- 吴江区（中國江苏省苏州市）
內灘町於1993年與當時的吳江市簽訂友好交流協定，吳江市在2012年被改設為吳江區，兩地仍繼續維持友好交流。[22]

## 外部連結
- （日語） 內灘町公所的Facebook專頁
- （日語） YouTube上的內灘町頻道
- （日語） 內灘町觀光協會 （页面存档备份，存于）